# Chiloglanis orthodontus
Chiloglanis orthodontus är en fiskart som beskrevs av Friel och Vigliotta, 2011. Chiloglanis orthodontus ingår i släktet Chiloglanis, och familjen Mochokidae. Inga underarter finns listade.